# Cygnus OB2

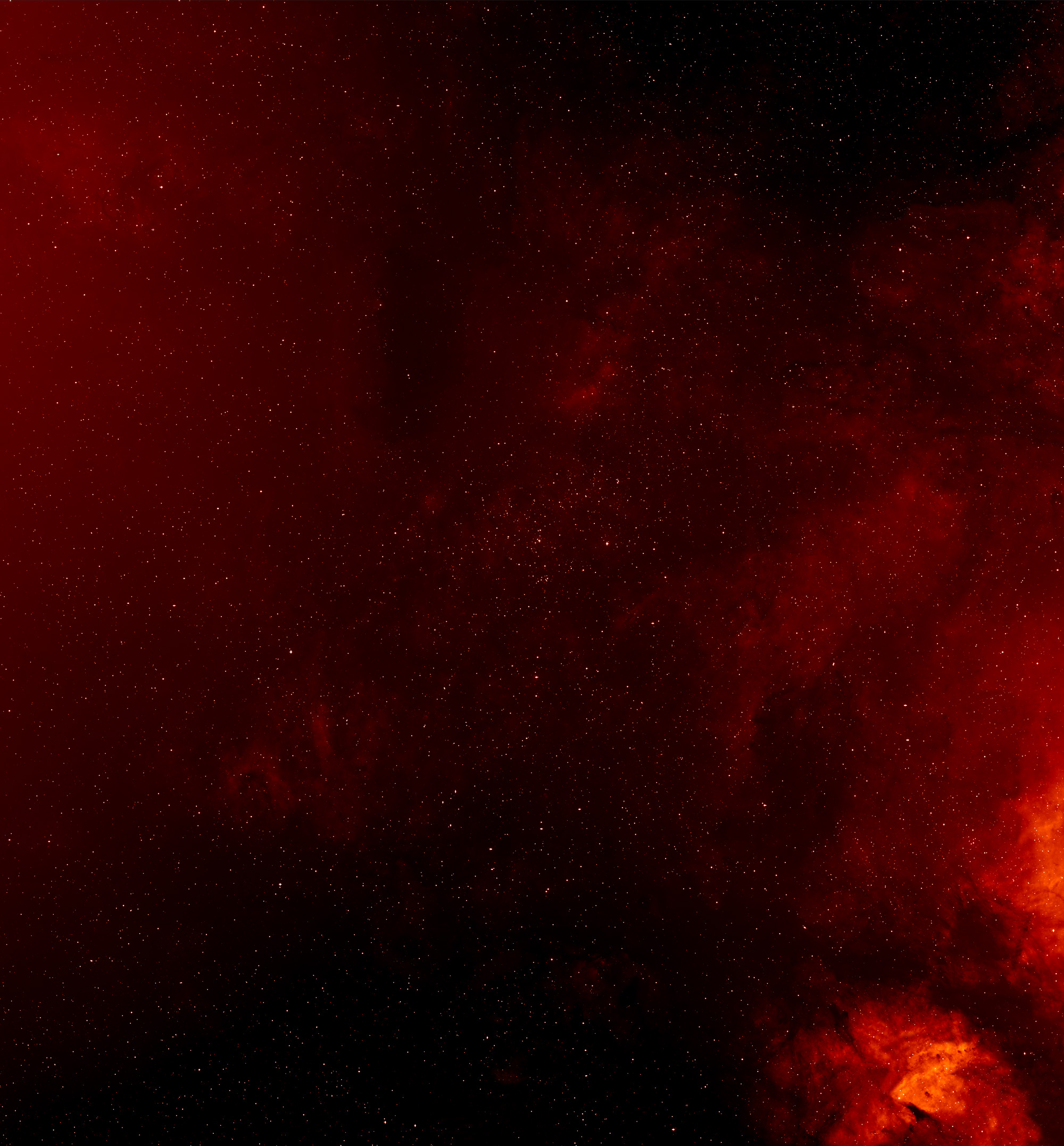
Cygnus OB2

Cygnus OB2 – asocjacja gwiazdowa typu OB położona w gwiazdozbiorze Łabędzia w odległości około 4700 lat świetlnych. W asocjacji Cygnus OB2 znajduje się 65 gwiazd typu O oraz blisko 500 gwiazd typu B. Wśród nich są jedne z największych i najjaśniejszych znanych gwiazd, między innymi Cyg OB2-8A i Cygnus OB2-12. Region położony jest w formacji znanej jako Cygnus X, która jest jednym z najjaśniejszych obiektów na niebie promieniującym w bardzo szerokim zakresie długości fal radiowych.
Całkowita masa tej asocjacji jest 30 000 razy większa od masy Słońca, co sprawia, że jest to największa asocjacja gwiazdowa w promieniu 6500 lat świetlnych. Kilka najbardziej masywnych gwiazd Cygnus OB2 mając około 5 milionów lat zdążyło już wyczerpać cały zapas swojego paliwa i eksplodowało jako supernowe. Intensywne wiatry i światło ogromnych gwiazd usunęło ogromne ilości gazu z sąsiedztwa asocjacji.
Cygnus OB2 jest częściowo zasłonięty poprzez Wielką Szczelinę. Obiekt stanowi częsty cel obserwacji teleskopów Chandra, Spitzera i Herschela. Obserwacje te mają na celu lepsze zrozumienie procesów formacji planet i gwiazd, które to procesy zdają się zachodzić w tym rejonie wyjątkowo intensywnie.